# Маасбоммел
Маасбоммел — городок в нидерландской провинции Гелдерланд на реке Маас, часть общины Вест-Мас-эн-Вал. Впервые упоминается в 1144 году (как «Buomele»), 15 августа 1312 года получил городские права и стал ганзейским городом. Был отдельным муниципалитетом до 1818, когда был объединён с Аппелтерном (от которого его отделяет зона отдыха De Gouden Ham из трёх озёр).
На 2001 год Маасбоммел имел 615 жителей, площадь застройки — 0,28 km², включал в себя 255 жилых домов. Вместе с прилегающей сельской местностью население составляет примерно 1320 человек.
В отличие от большинства мест в Гельдерланде, Маасбоммел населён преимущественно католиками.
Маасбоммел известен как место, где впервые начали строиться плавучие дома-амфибии.